# Lenghu

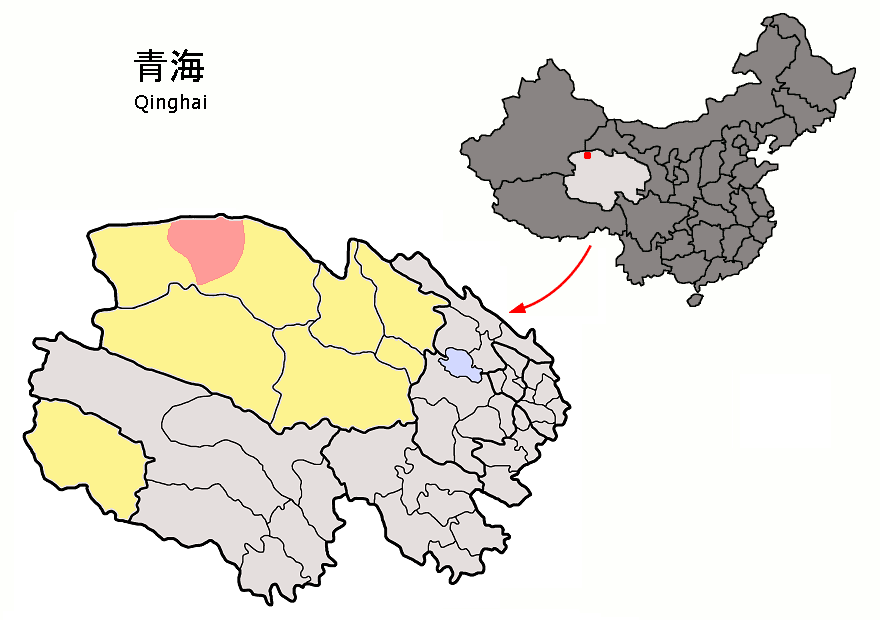
Lage der Großgemeinde Lenghu (rosa) im Autonomen Bezirk Haixi der Mongolen und Tibeter (gelb)

Lenghu (chinesisch 冷湖镇, Pinyin Lěnghú Zhèn – „Kaltensee“) ist eine Großgemeinde der kreisfreien Stadt Mangnai im Nordwesten des Autonomen Bezirks Haixi der Mongolen und Tibeter in der chinesischen Provinz Qinghai.
Lenghu hat eine Fläche von 19.000 km² und hatte im Dezember 2017 gut 26.000 registrierte Einwohner. Davon waren jedoch nur 5000 alteingesessene Bevölkerung, 21.000 waren ehemalige Ölarbeiter und ihre Familien, die heute überwiegend beim Halit-Abbau und der Gewinnung von Kaliumchlorid tätig sind.

## Geschichte
Im heutigen Bezirk Haixi betrieben während der Han-Dynastie die Westlichen Qiang Weidewirtschaft. Unter Wang Mang (r. 9–23 n. Chr.) wurde im Osten des Bezirks für einige Jahre die chinesische Kommandantur Xihai (西海郡) eingerichtet, Lenghu gehörte jedoch durchgehend zum Königreich Ruoqiang (若羌国), im Prinzip der heutige Kreis Qakilik im benachbarten Xinjiang. Im 4. und 5. Jahrhundert gehörte Lenghu zum Reich der Tuyuhun, bis Kaiser Yang Guang der Sui-Dynastie das Gebiet im Jahr 609 eroberte und dort vier Kommandanturen einrichtete. Lenghu gehörte zur Kommandantur Shanshan (鄯善郡), dem heutigen Qakilik, nicht zu verwechseln mit dem heutigen, nördlich davon gelegenen Kreis Shanshan. 618, am Ende der Sui-Dynastie, wurde das Land von den Tuyuhun zurückerobert.
Im Jahr 636, zu Beginn der Tang-Dynastie, gingen die Tuyuhun eine Allianz mit China ein, wurden dann aber 663 vom Königreich Tibet unterworfen. Im 11. Jahrhundert hatten die buddhistischen Yugur in der Gegend einen eigenen Staat, der etwa dem Gebiet der heutigen Stadt Mangnai entspricht, Anfang des 12. Jahrhunderts wurden dieser jedoch wieder von Tibet eingenommen. 1229 wurde das Gebiet von Godan Khan, dem zweiten Sohn von Ögedei Khan erobert. Lenghu wurde 1277, kurz nach der Gründung der Yuan-Dynastie abgetrennt und 1280 der Präfektur Shazhou (沙州路), dem heutigen Dunhuang, in der Provinz Gansu (甘肃等处行中书省) unterstellt. 1375, zu Beginn der Ming-Dynastie, wurde im heutigen Kreis Dulan des Bezirks Haixi der Militärstützpunkt Anding (安定卫) eingerichtet, der für das Gebiet von Lenghu zuständig war. 1512 wurde Anding jedoch von den ostmongolischen Tümed erobert. 1637 wurden die Tümed ihrerseits von den aus Xinjiang eindringenden Khoshuud, einem der vier Hauptstämme der westmongolischen Oiraten verdrängt.
Dies wurde 1725 von Kaiser Aisin Gioro Yinzhen der Qing-Dynastie formalisiert, der im Bezirk Haixi neun Banner anerkannte, die dem in Xining residierenden Kaiserlichen Abgesandten für die Regelung der Angelegenheiten der Mongolen und Tibeter in Qinghai (钦差办理青海蒙古番子事务大臣) unterstellt waren. Im 19. Jahrhundert wanderten im Gefolge der Penchen Lamas eine größere Zahl von Tibetern in den Osten von Haixi ein, Lenghu blieb jedoch mongolisch. Nach der Xinhai-Revolution wurde das Amt des Kaiserlichen Abgesandten im Juli 1912 in „Hochkommissar für die Angelegenheiten Qinghais“ (青海办事长官) umbenannt, dem Haixi weiterhin unterstellt war. Im November 1930 wurde der Kreis Dulan gegründet, dessen Gebiet dem heutigen Haixi entsprach. Lenghu, wo 1935–1941 ein Teil der in Xinjiang lebenden Kasachen einwanderte, unterstand nun dem Kreis Dulan.
Im September 1949 wurde Qinghai von der Roten Armee erobert, im September 1952 wurde Dulan in ein Kreisfreies Selbstverwaltungsgebiet der Mongolen, Tibeter und Kasachen (县级都兰蒙、藏、哈萨克族自治区) umgewandelt.
1954 kam ein Prospektionstrupp des damaligen Ministeriums für Geologie in die Gegend, die damals wegen des kalten Wassers des Sugan-Sees unter der mongolischen Bezeichnung Höldön Nor („eiskalter See“) bekannt war, und entdeckte eine erdölführende Struktur. Im weiteren Verlauf kamen Ölbohrtrupps. Eine Bank, Einzelhandelsgeschäfte sowie ein Post- und Telegrafenamt folgten.
Um die Erschließungsarbeiten zu koordinieren, wurde am 28. Mai 1955 in Golmud die „Arbeitsgruppe Qaidam-Becken der Provinz Qinghai“ (青海省柴达木盆地工作委员会) eingerichtet, eine Art Lokalregierung auf Bezirksebene (unter der Provinz-, aber über der Kreisebene), die im Dezember 1957 das Büro Lenghu (冷湖办事处) eröffnete. Dies ist das erste Mal, dass „Lenghu“ in der chinesischen Schreibweise als Verwaltungseinheit auftaucht.
Anfang 1959 wurde die „Erdölprospektionsbehörde Qinghai“ (青海石油勘探局) von Mangnai nach Lenghu verlegt und in „Erdölverwaltungsbehörde Qinghai“ (青海石油管理局) umbenannt. Im September 1959 wurde Lenghu im Zuge des Großen Sprungs nach vorn mit Genehmigung des Staatsrats der Volksrepublik China zur kreisfreien Stadt erhoben. Nach dem Ende der Kampagne wurde die Stadt dann jedoch im Dezember 1962 zur Großgemeinde herabgestuft. Lenghu war aber weiterhin dem Bezirk Haixi direkt unterstellt. Ende der 1980er Jahre waren die vier Ölquellen von Lenghu weitgehend erschöpft, und 1988 wurde die Großgemeinde dem damaligen Verwaltungskomitee Mangnai (茫崖行政委员会) unterstellt. Im Mai 1992 löste die Bezirksregierung von Haixi Lenghu aus Mangnai heraus und richtete dort ein eigenes Verwaltungskomitee mit den Befugnissen eines Kreises ein. Am 22. Februar 2018 genehmigte der Staatsrat die Auflösung der Verwaltungskomitees von Mangnai und Lenghu sowie deren Umwandlung in Großgemeinden, die bei einer feierlichen Zeremonie am 27. Dezember 2018 der neugegründeten kreisfreien Stadt Mangnai mit Regierungssitz in der Großgemeinde Huatugou unterstellt wurden.

## Administrative Gliederung
Die Großgemeinde Lenghu besteht aus neun Einwohnergemeinschaften.
Diese sind:
- Einwohnergemeinschaft Xinghujie (兴湖街社区), Regierungssitz der Großgemeinde
- Einwohnergemeinschaft Youtian Dong Yicun (油田东一村社区, Ölfeld Ost, Dorf Nr. 1)
- Einwohnergemeinschaft Youtian Dong Ercun (油田东二村社区, Ölfeld Ost, Dorf Nr. 2)
- Einwohnergemeinschaft Youtian Dong Wucun (油田东五村社区, Ölfeld Ost, Dorf Nr. 5)
- Einwohnergemeinschaft Youtian Dongping (油田东坪社区, Ölfeld Ostfläche)
- Einwohnergemeinschaft Youtian Xin Yiqu (油田新一区社区, Ölfeld Neues Gebiet Nr. 1)
- Einwohnergemeinschaft Youtian Xin Erqu (油田新二区社区, Ölfeld Neues Gebiet Nr. 2)
- Einwohnergemeinschaft Youtian Xin Sancun (油田新三村社区, Ölfeld Neues Dorf Nr. 3)
- Einwohnergemeinschaft Youtian Yuejin (油田跃进社区, Ölfeld Sprung nach vorn)

## Astronomische Beobachtungsbasis Lenghu
Seit 2021 bauen die Nationalen Astronomische Observatorien der Chinesischen Akademie der Wissenschaften zusammen mit dem Ministerium für Wissenschaft und Technologie der Provinz Qinghai und der Regierung des Autonomen Bezirks Haixi auf dem 4200 m hohen, 80 km östlich der Stadt gelegenen Gipfel C des Saishenteng Shan (赛什腾山), einem Teilgebirge des Qilian Shan, die Astronomische Beobachtungsbasis Lenghu (冷湖天文观测基地).
Insgesamt sollen dort 35 optische Teleskope für Beobachtungen im sichtbaren und Infrarot-Licht installiert werden. Im April 2023 waren vier davon in Betrieb.
Am 17. September 2023 wurde das Micius-Durchmusterungs-Teleskop in Betrieb genommen. Das von der Sternwarte am purpurnen Berg gemeinsam mit der Chinesischen Universität für Wissenschaft und Technik entwickelte und gebaute Teleskop besitzt einen Hauptspiegel von 2,5 m Durchmesser, in dessen Brennpunkt sich eine Kamera mit einem großflächigen 765-Megapixel-Bildsensor befindet. Das Teleskop kann innerhalb von drei Nächten den gesamten Nordhimmel durchmustern, wobei man sich vor allem für veränderliche Objekte interessiert („Time-Domain-Astronomie“), sowohl was Positionsveränderungen als auch was Helligkeitsveränderungen betrifft. Neben Untersuchungen der Milchstraße und der Lokalen Gruppe – das erste fotografierte Objekt war die Andromedagalaxie – ist auch eine umfassende Bestandaufnahme der kleineren Himmelskörper im Sonnensystem geplant, vor allem der erdnahen Asteroiden und – zur Gewährleistung der Sicherheit in der Raumfahrt – Meteoroiden.
Voraussichtlich bis 2030 entsteht hier auch das Large Optical Telescope (LOT) mit 14,5-Metern.

## Verkehrsanbindung
Die Großgemeinde ist über die Nationalstraße 215 im Norden mit Dunhuang verbunden. Ab etwa der Höhe des Sugan-Sees ist die Nationalstraße in Richtung Süden mittlerweile zur Autobahn ausgebaut und führt als G3011 nach Golmud. Sowohl Dunhuang als auch Golmud besitzen jeweils einen Bahnhof und einen Flughafen. Über die Staatsstraße S305 und die Nationalstraße 315 ist Lenghu mit Huatugou, dem Regierungssitz von Mangnai verbunden, das ebenfalls über einen Regionalflughafen mit planmäßigen Flügen nach Dunhuang und Xining verfügt.